# Edwin Booth
Edwin Thomas Booth (13 de novembro de 1833 – 7 de junho de 1893) foi um ator estadunidense do século XIX. Como ator, Booth excursionou por toda a América e nas principais capitais da Europa encenando Shakespeare. Alguns críticos o consideram o melhor ator que viveu o personagem Príncipe Hamlet nos teatros do século XIX. Nascido numa família de atores, cujo irmão era John Wilkes Booth – o assassino do presidente Abraham Lincoln – Booth fundou em 1869 o Booth's Theater em Nova Iorque, um prédio bastante moderno para seu tempo.
Curiosamente,  em 1864, Booth salvou o jovem William Lincoln de ser atropelado pelo trem. Um ano depois, seu irmão,  John iria matar Abraham Lincoln.

## Família
Booth era filho de outro ator famoso: Junius Brutus Booth, um inglês, que batizou Edwin por causa do nome de dois amigos seus: Edwin Forrest e Thomas Flynn. John Wilkes Booth, que assassinou Lincoln, era o irmão mais novo de Booth e também fez carreira como ator.
Sepultado no Mount Auburn Cemetery.